# Tubercithorax
Tubercithorax Eskov, 1988 è un genere di ragni appartenente alla famiglia Linyphiidae.

## Distribuzione
Le due specie oggi attribuite a questo genere sono state reperite in Russia.

## Tassonomia
Dal 1989 non sono stati esaminati nuovi esemplari di questo genere.
A giugno 2012, si compone di due specie:
- Tubercithorax furcifer Eskov, 1988[3] — Russia
- Tubercithorax subarcticus (Tanasevitch, 1984) — Russia